# Celebophlebia carolinae
Celebophlebia carolinae är en trollsländeart som beskrevs av Van Tol 1987. Celebophlebia carolinae ingår i släktet Celebophlebia och familjen segeltrollsländor. Inga underarter finns listade i Catalogue of Life.